# Escut d'Alella
L'escut d'Alella és un símbol oficial d'aquest municipi del Maresme i es descriu mitjançant el llenguatge tècnic de l'heràldica amb el següent blasonament:
«Escut caironat: d'atzur, mig vol abaixat contornat d'argent; la filiera d'argent. Per timbre una corona mural de poble.»

## Disseny
La composició de l'escut està formada sobre un fons en forma de quadrat recolzat sobre un dels seus vèrtexs, anomenat escut caironat, segons la configuració difosa a Catalunya i d'altres indrets de l'antiga Corona d'Aragó i adoptada per l'administració a les seves especificacions per al disseny oficial dels municipis dels ens locals. de color blau (atzur). Com a càrrega principal apareix una representació heràldica d'un mig vol abaixat, que és un dibuix d'una ala amb les puntes cap avall i dibuixat mirant al costat contrari de l'habitual (contornat) de color blanc o gris clar (argent). L'escut també porta dibuixat una filiera, que és una bordura disminuïda entre un terç i la meitat del seu ample, també de color blanc o gris clar (argent).
L'escut està acompanyat a la part superior d'un timbre en forma de corona mural, que és l'adoptada pel Departament de Governació d'Administracions Locals de la Generalitat de Catalunya per timbrar genèricament els escuts dels municipis. En aquest cas, es tracta d'una corona mural de vila, que bàsicament és un llenç de muralla groc (or) amb portes i finestres de color negre (tancat de sable), amb quatre torres merletades, de les quals se'n veuen tres.

## Història
L'Ajuntament va acordar de fer l'adopció de l'escut oficial el 30 de juny de 1981 i així ho fan comunicar tot seguit al Departament de Governació d'Administracions Locals (DGAL) la intenció d'adoptar un escut amb el següent blasonament: D'atzur, un mig vol abaixat contornat d'argent; la filiera de gules. Per timbre, una corona de marquès.. Després de l'estudi per part de l'assessor d'heràldica del DGAL, es va canviar el color de la filiera a un metall i la corona per una corona mural de poble, ja que el marquesat d'Alella va ser concedit el 1889, després de l'abolició del règim senyorial. L'escut va ser aprovat finalment el 21 de maig del 2001 i publicat al DOGC número 3.400 del 31 del mateix mes.
El mig vol abaixat, una ala, és el senyal tradicional, ja fet servir a escuts datats de l'any 1591 com una ala normal i com una abaixada i contornada a escuts a partir de 1611. Aleshores, es tracta d'armes parlants, fent referència al nom del municipi. Des de l'any 1975 l'Ajuntament ja feia servir un escut d'atzur (blau), amb un mig vol abaixat i contornat d'argent (blanc), en forma ovalada i timbrat amb una corona de marquès.